# Jönåkers och Rönö tingslag
Jönåkers och Rönö tingslag var ett tingslag i Södermanlands län och Nyköpings domsaga, bildat den 1 januari 1911 (enligt beslut den 31 augusti 1910). Tingslaget upplöstes den 1 september 1914 (enligt beslut den 29 augusti 1913 och den 18 april 1914) när det slogs ihop med Hölebo tingslag för att bilda Jönåkers, Rönö och Hölebo tingslag.
Tingsställe var i Nyköping och tingshuset uppfördes 1909-1910 och invigdes den 16 januari 1911.

## Ingående områden
Tingslaget omfattade häraderna Jönåker och Rönö. Ingående kommuner/socknar framgår av artiklarna om häradernas tingslag (och av det efterföljande tingslaget).